# Vito Franchini
Vito Franchini (Teheran, 27 giugno 1977) è uno scrittore italiano.

## Biografia
Figlio di Flavia Vettore e Ferruccio Franchini, tecnico italiano scomparso misteriosamente in Algeria nel 1994, ha trascorso infanzia e prima adolescenza vivendo, al seguito della famiglia, in Iran, Libia, ex Jugoslavia, Egitto, Tunisia e Algeria. Ritornato in Italia, si è laureato in Giurisprudenza all'Università degli studi di Verona, ed è un ufficiale dell'Arma dei Carabinieri, dal 2024 comandante della Compagnia Carabinieri di Este, in provincia di Padova.
Appassionato di musica, antropologia ed Africa, per anni ha pubblicato romanzi storici e saggi da indipendente, fino alla pubblicazione del suo primo thriller, Il Predatore di anime (2021), per Giunti editore, che lo ha fatto conoscere al grande pubblico.  

## Opere (parziale)
- Il predatore di anime, Giunti Editore, 2021. ISBN 9788809963856.[6]
- Il 9 che uccide, Giunti Editore, 2022. ISBN 9788809961357.[7]
- Tigre d'Africa, Giunti Editore, 2023. ISBN 9788809977921.[8]
- Il prezzo della purezza, Giunti Editore, 2024. ISBN 9788809916081.[9]
- Il sole dei secoli, Giunti Editore, 2025. ISBN 9791223272015.[10]